# Методизм

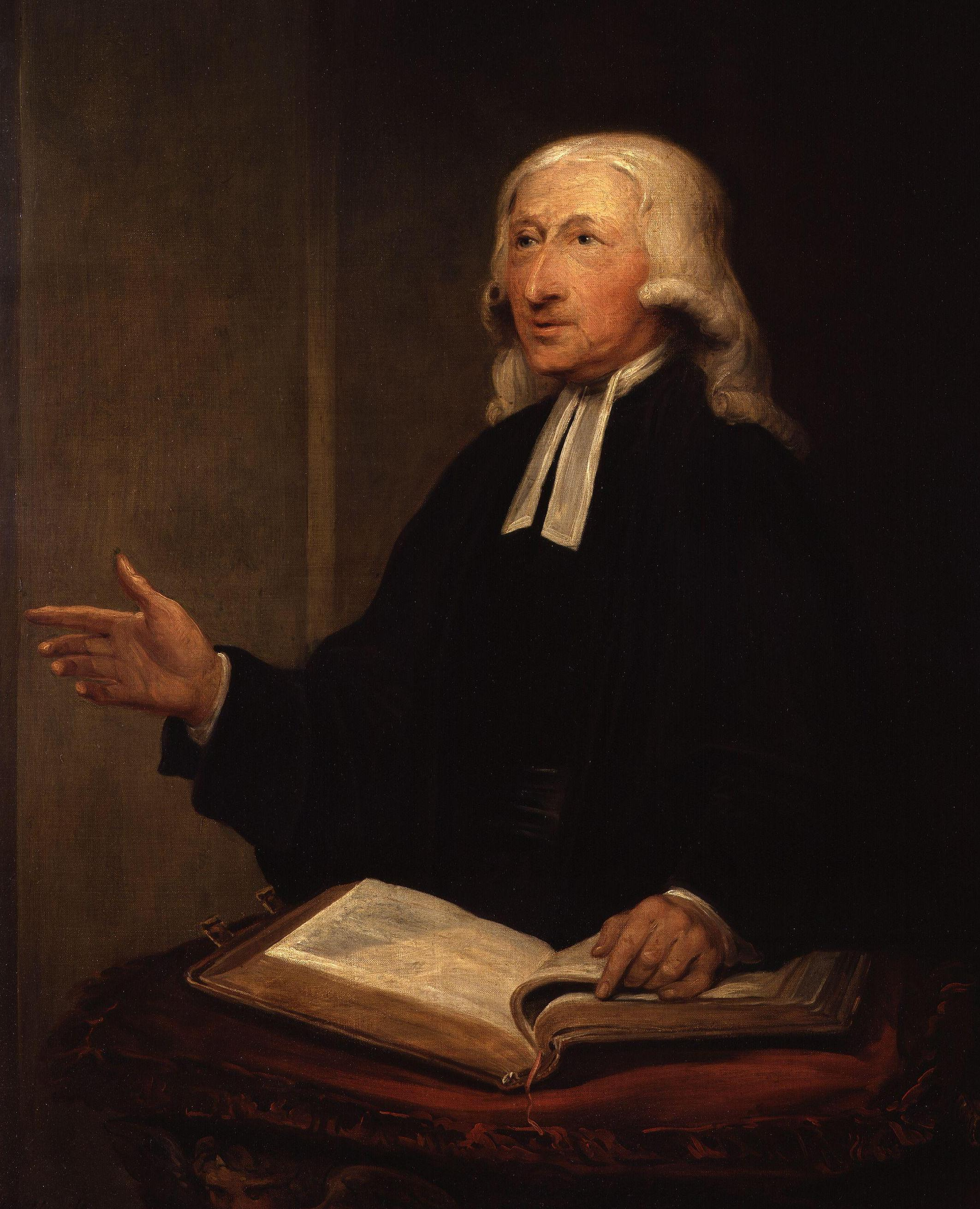
Джон Уэсли — основатель методизма

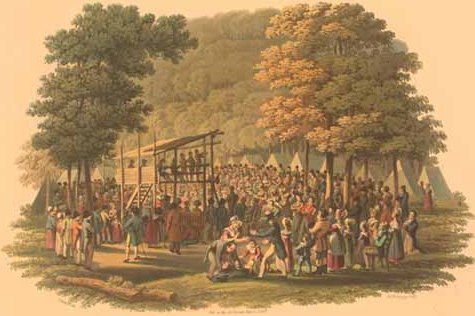
Методистское собрание на открытом воздухе

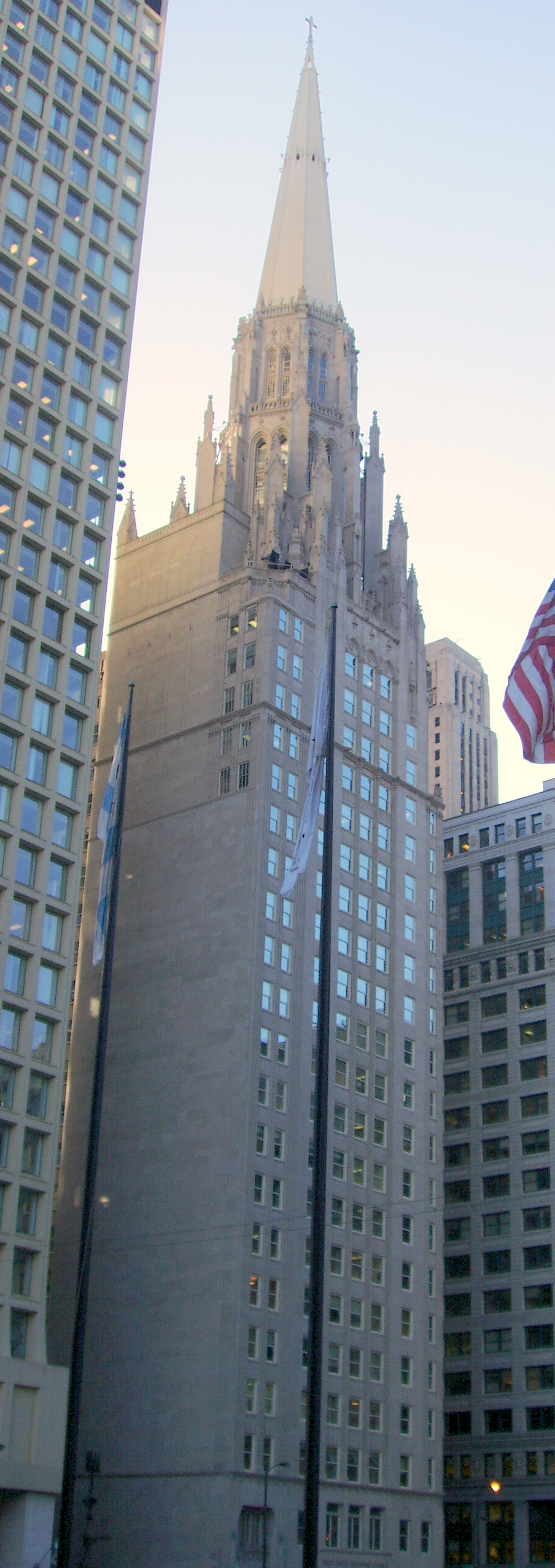
Чикагский храм

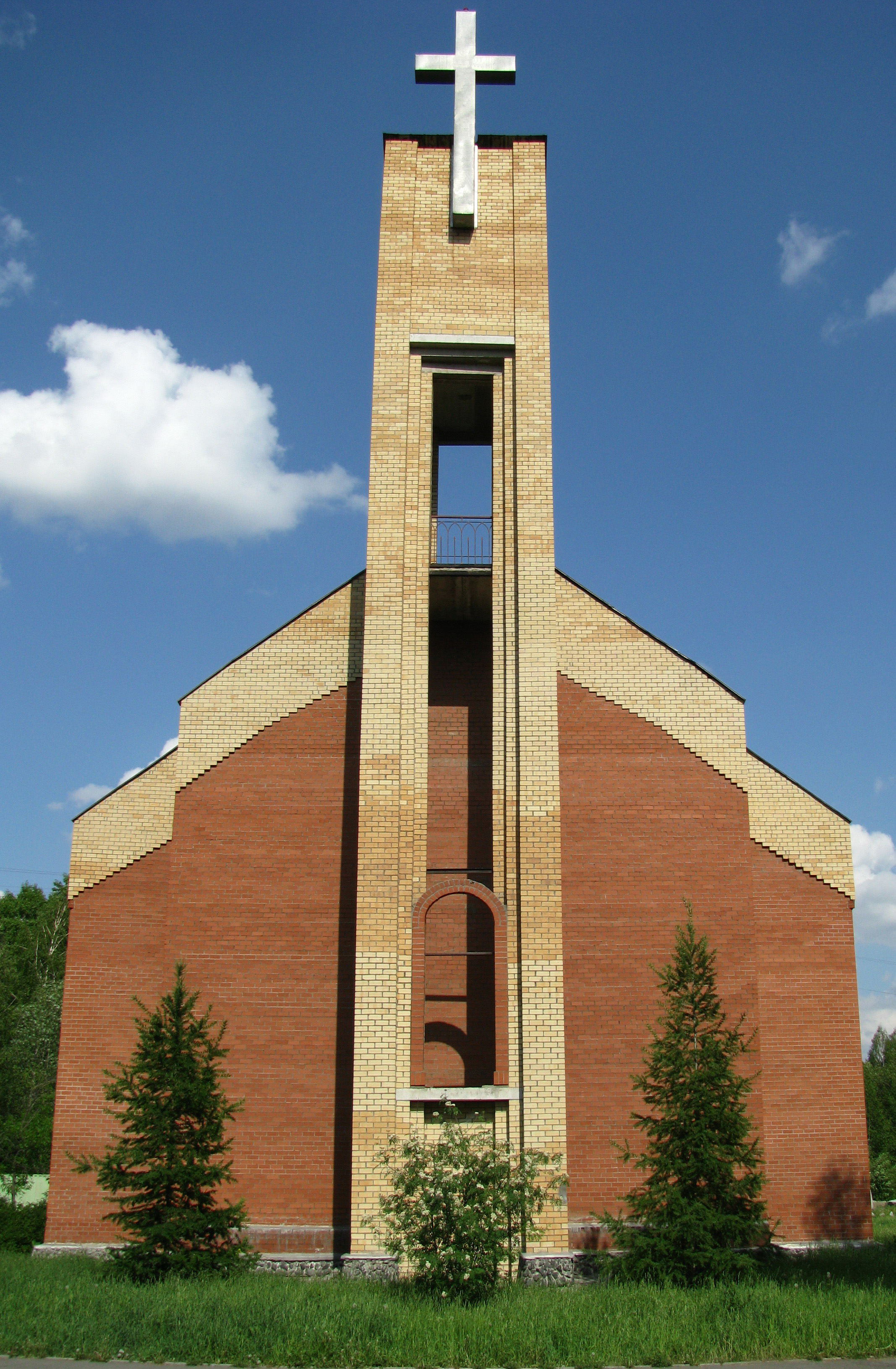
Методистский храм в Екатеринбурге

Методи́зм (англ. Methodism; официально Методистская церковь) — протестантская конфессия, распространённая, главным образом, в США и Великобритании. Возникла в XVIII веке, отделившись от англиканской церкви с требованием последовательного и методичного соблюдения евангельских предписаний. Методисты проповедуют религиозное смирение и кротость. Движение методизма возникло в лоне Англиканской церкви и окончательно отделилось от неё в конце XVIII века. Методистские общины используют в своём богослужении различные литургические формы, начиная от так называемых высоких форм, унаследованных от Англиканской церкви, и заканчивая характерным для протестантизма простым богослужением, не признающим литургических обрядов.
Как течение внутри англиканства методизм возник в 1720-x годах в Оксфорде, однако далеко не сразу обособился в отдельную конфессию. Основателями методизма были Джон Уэсли (1703—1791) и Джордж Уайтфилд (1714—1770), важную роль в становлении методизма сыграла также графиня Селина Гастингс (1707—1791).
По состоянию на 2005 год, к методистам принадлежало около 75 миллионов человек более чем в 130 странах мира. Крупнейшая деноминация на 2016 год — Объединённая методистская церковь, США, более 7,5 млн человек.

## История
Методизм возник в 20-х годах XVIII века в среде Англиканской церкви после того, как несколько мужчин во главе с Джоном Уэсли и его младшим братом Чарльзом основали так называемый «Святой клуб» в Оксфорде, где Джон Уэсли преподавал в то время в колледже Линкольна. Встречи Святого клуба проходили еженедельно. Во время этих собраний совершалось Причастие. Члены этого клуба применяли в своей духовной жизни пищевой пост, посещали больных, нуждающихся и заключённых. Эта группа получила наименование «методисты» из-за того, что они использовали в своей религиозной деятельности определённую духовность под названием «метод». Первоначально члены этой группы не планировали выходить из состава Англиканской церкви и призывали только лишь к возвращению к временам раннего христианства. Постепенно к движению стали присоединяться англиканские священнослужители. Методистские общины получили своё распространение в Англии к концу XVIII века. Общины методистов подразделялись на небольшие группы под названием «классы», где верующие исповедовались друг перед другом в своих грехах и занимались религиозной и благотворительной деятельностью, что способствовало построению более близких отношений между членами методистских общин. Характерной чертой ранних методистов была их социальная деятельность среди бедных слоёв населения. Джон Уэсли проповедовал о диспансеризации населения и организации сберегательных касс, издавал сочинения о народной медицине, призывал к тюремной реформе и отмене рабства. Его деятельность привела к популярности методистов среди представителей рабочего класса.
Первоначально учение методистов сводилось к следующим установкам:
- Люди по своей природе грешны и, следовательно, являются детьми греха;
- Человек оправдывается верой;
- Вера производит внутреннюю и внешнюю святость.

Несформированное учение движения привело к различным спорам. Джон Уэсли, симпатизируя учению Моравской церкви, голландского богослова Якоба Арминия, отрицал учение о предопределении. Его оппоненты Джордж Уайтфилд, Хауэл Харрис и графиня Хантингтонская Селина Гастингс придерживались кальвинистских взглядов. Джордж Уайтфилд был сокурсником братьев Уэсли, когда те обучались в Оксфорде. Он занимался проповедью на открытом воздухе, был известен своими неортодоксальными взглядами и повлиял на Джона Уэсли, который стал следовать методами проповеди Джорджа Уайтфилда, за что они оба были исключены из Англиканской церкви. Различия в теологических взглядах влияли на их дружеские отношения, но впоследствии Джордж Уайтфилд пошёл на компромиссы в своих теологических взглядах. Джордж Уайтфилд, странствуя по территории Англии, использовал метод проповеди на открытом воздухе, что привело к значительной популярности методизма. Деятельность Джорджа Уайтфилда способствовала возникновению Свободной церкви Англии. После смерти Джорджа Уайтфилда кальвинистские течения в методизме прекратились и большинство методистских богословов стали придерживаться взглядов Джона Уэсли.
В 1784 году Джон Уэсли рукоположил несколько первых священнослужителей для деятельности в Северной Америке, что стало окончательным разрывом между методистскими общинами и Англиканской церковью. 
В 1788 году численность методистов в Англии достигла 78 тысяч человек. В 1821 году в Англии к методистам себя причисляли уже около 215 тысяч человек. В 1861 году численность методистов достигла 513 тысяч членов и в 1906 году — около 800 тысяч членов.
Британские методисты окончательно отделились от англиканства и основали свою церковь только после смерти Уэсли, в 1795 году. После многочисленных расколов три крупнейшие британские методистские церкви: Уэслианская методистская, Объединённая методистская и Первоначальная методистская церковь в 1932 году объединились в Методистскую церковь Великобритании.
Методизм стал распространяться по всем колониальным владениям Великобритании. При поддержке британских и американских методистов в Африке образовались самостоятельные Африканская методистская епископальная церковь и Африканская методистская епископальная церковь Сиона.
В начале XIX века методисты были самой большой религиозной группой в США. В настоящее время самой крупной методистской организацией и ведущей среди церквей принадлежащих к протестантскому мейнстриму США является Объединённая методистская церковь.

## Учение
Большинство современных методистов, в отличие от богословского детерминизма абсолютного предопределения, идентифицируют своё учение с арминианской концепцией свободной воли, которая даруется освящающей благодатью. Этим учение методизма отличается от кальвинистского вероучения, распространённого в реформатской церкви. В географических областях, например, в Уэльсе, где сильны кальвинистские настроения, существуют так называемые «кальвинистские методисты», в некоторой степени поддерживающие учение предопределения. В 1783 году Селина Гастингс, бывшая первоначально последовательницей Джона Уэсли и придерживавшаяся кальвинистского учения, основала несколько общин, которые впоследствии стали основой небольшой самостоятельной протестантской группы под названием «Объединение Хантингтонской графини», которая отделилась от методизма.
Учение Джона Уэсли широко описано в сочинённых его братом Чарльзом Уэсли литургических гимнах, которые стали одним из источников быстрого распространения методизма.
Методисты исповедуют традиционное христианское учение в Пресвятую Троицу и ортодоксальное учение о человеческой и божественной природах Иисуса Христа. В своих богослужениях методисты используют Апостольский и Никео-Цареградский символы веры.
Богословие таинств и литургии в методизме следует тенденции исторической интерпретации и учения Англиканской церкви, что связано прежде всего с тем, что основатель Джон Уэсли и его младший брат Чарльз Уэсли были англиканскими священнослужителями. Методисты признают только два таинства: Крещение и Евхаристию. Не определяя каким образом происходит пресуществление, методисты считают, что они «принимают Тело и Кровь Христа, Который даёт искупление в Святом Причастии». Методисты также утверждают, что существуют и другие многочисленные средства благодати, которые даруются сакраментальным образом.

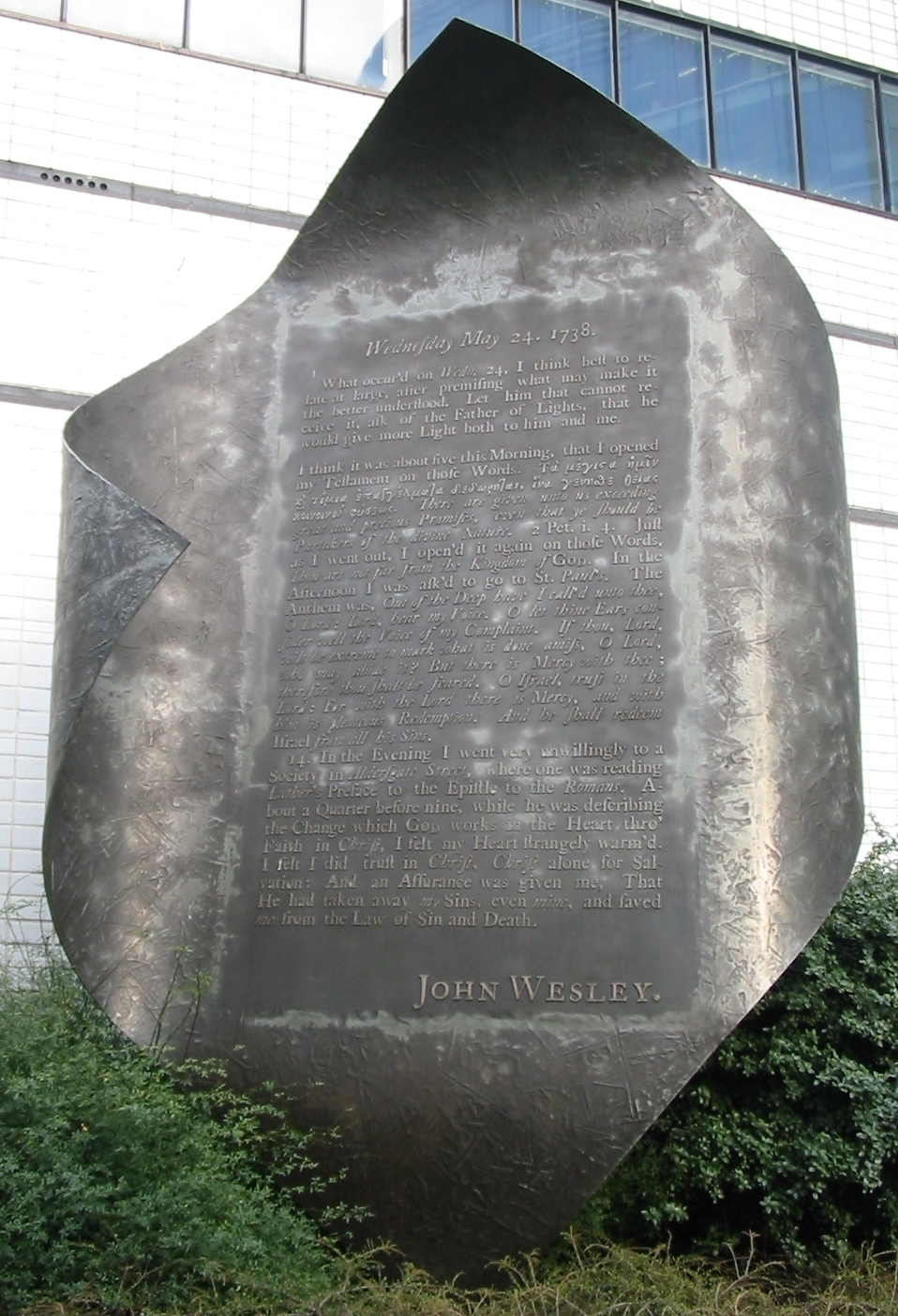
Памятник, изображающий так называемый «Четырёхугольник Уэсли», ставший личным духовным опытом Джона Уэсли. Четыре угла символизируют Sola Scriptura, Prima Scriptura, Толкование Библии и Христианскую традицию

Методисты, основываясь на личной духовной практике Джона Уэсли, подтверждают важное значение в их религиозной практике учения святых отцов, но при этом не считают, что Священное Предание является богооткровенной истиной, применяя традиционный протестантский принцип Sola Scriptura. При этом они считают, что Священное Предание является инструментом для толкования Священного Писания. В учение о проявлении Божественного Откровения методисты придерживаются так называемого методологического «Четырёхугольника Уэсли» (Sola Scriptura, Prima Scriptura, Герменевтика и Христианская традиция).
Методисты считают, что личное обращение и спасение всегда подразумевает стремление к миссионерству и служению миру. Библейская святость влечёт за собой личное благочестие. Любовь к Богу всегда подразумевает хорошие отношения с ближними и стремление к справедливости.
Уникальной особенностью методизма, особенно среди американских общин, является так называемое «Время прилива», которое начинается за 13 недель до Адвента и некоторое время после Пятидесятницы, во время которых подчёркивается усиленная благотворительная деятельность среди нуждающихся. Другой особенностью духовной практики методизма является так называемый «Договор», во время которого в одно из подходящих воскресений методисты ежегодно возобновляют личный завет с Богом. Во время этой практики используется составленное Джоном Уэсли богослужение под названием «Молитва Завета».

## Организация
Методизм исповедует принцип всеобщего священства, но учит, что некоторые из верующих призваны и рукоположены́ для отправления духовных обязанностей — для проповеди Евангелия, совершения таинств и духовного руководства. Эти служители не составляют особого сословия, но исполняют роль проповедников и наставников. Они равны между собою, имеют одни и те же служебные полномочия и от других верующих отличаются только должностью или служебными обязанностями, а не дарованными свыше правами и благодатными дарами.
Методисты сохранили степень епископа, но без мистического понимания. Уэсли считал необходимым сохранять преемственность священства и настаивал на получении от англиканской церкви рукоположённых священников для совершения таинств, а когда ему было в этом отказано, сам посвятил одного из своих последователей в «суперинтендента» с правами епископа. Отсюда берёт своё начало методистское священство.

Служители нашей церкви разделяются на два разряда: на дьяконов и пресвитеров. Названия перешли к нам из апостольской Церкви. Греческое слово «дьяконос» переводится как «служитель» или «пастор», это слово имеет такое же значение и в методистской церкви и относится к таким лицам, которые после определённого срока служения и после прохождения соответствующего курса обучения рукополагаются епископами. Дьякон имеет право благословлять браки, совершать таинство крещения и помогает во время таинства святого причастия. Пресвитерская должность — высшая в церкви… Окружные пресвитеры, или суперинтенденты, — это лица, которым поручено наблюдение за работой церкви в известном округе. На эти посты епископ назначает кого-нибудь из числа служителей, и они посещают церкви во вверенных округах, заменяют епископа в административных делах и помогают в вопросе назначения пасторов в приходы. Окружные пресвитеры составляют «кабинет» епископа.

## В настоящее время
Почти все методистские церкви состоят во Всемирном методистском совете, штаб-квартира которого находится в населённом пункте Лейк Джуналаска, штат Северная Каролина, США.
На данный момент существует несколько конференций Евразийской объединённой методистской церкви. С 2005 по 2012 годы её возглавлял епископ Ханс Вяксби, с конца 2012 года — Эдуард Хегай.
Самым старым храмом, который находится в собственности методистов, является церковь в Эрфурте, построенная в 1324 году. Самым большим храмом является Чикагский храм, шпиль которого находится на высоте в 173 метра. Этот храм был построен в 1923 году Методистской американской конгрегацией (сегодня — Объединённая методистская церковь) и является самым старым небоскрёбом в Чикаго.

## Крупнейшие методистские деноминации
По состоянию на 2016 год в мире насчитывалось 12 деноминаций (церквей) с количеством членов более 1 миллиона, из них четыре в США и пять в Африке (включая две центральные конференции Объединённой методистской церкви в Конго).
- Объединённая методистская церковь (United Methodist Church), США. В 1784 году американские округа МЦВ образовали Методистскую епископальную церковь (Methodist Episcopal Church), в 1828 году конгрегационалистское крыло церкви образовали Методистскую протестантскую церковь (Methodist Protestant Church)[7], в 1844 году рабовладельческое крыло — Методистскую епископальную церковь, Юг[8]. В 1939 году они объединились в Методистскую церковь объединившуюся в 1968 году с Евангелическими Объединёнными Братьями (Evangelical United Brethren Church) в Объединённую методистскую церковь. ОМЦ делится на ежегодные конференции (Annual Conference), ежегодные конференции на округа (District), округа на приходы (Local church). Приходы возглавляются министрами, округа — окружными суперинтендентами (District Superintendent), ежегодные конференции — суперинтендентам называющимися епископами, высший орган — Генеральная конференция (General Conference). Количество членов на 2016 год — 7 679 850 человек[2].
  - Центральная конференция Конго (Congo Central Conference). Африканская ежегодная конференция, объединяющая по состоянию на 2016 год 2 231 726 человек[2].
  - Центральная конференция Западной Африки (West Africa Central Conference). Африканская ежегодная конференция, объединяющая по состоянию на 2016 год 1 508 696 человек[2].
- Церковь Южной Индии (Church of South India). Образована 27 сентября 1947 года после объединения Англиканской церкви и других протестантских общин, действовавших на юге страны. Включает в себя 22 епархии, управляется Синодом, главой которого является избираемый председательствующий епископ. Количество членов на 2016 год — 3 500 000 человек[2].
- Объединённая церковь в Замбии. Образована в 1965 в результате слияния пяти действовавших на тот момент в стране церквей[9]. В результате распространила влияние на всю территорию Замбии. Количество членов на 2016 год — 3 000 000 человек[2].
- Методистская церковь Южной Африки (англ. Methodist Church of Southern Africa). Уэслианская методистская церковь, действующая в ЮАР, Намибии, Ботсване, Лесото, Эсватини и частично Мозамбике. Методизм в Южной Африки ведёт свою историю с 1795 года, когда в Кейптауне начал проповедовать ирландский солдат Джон Ирвин[10]. В 2016 году церковь состояла из 12 округов и объединяла 2 600 000 человек[2].
- Африканская методистская епископальная церковь (англ. African Methodist Episcopal Church), США. Преимущественно афроамериканская деноминация, образованная чернокожими методистскими проповедниками в 1816 году из нескольких независимых американских конгрегаций. Количество членов на 2016 году — 2 500 000 человек[2].
- Церковь Назарянина (Church of the Nazarene), США. Принадлежит к методистскому движению святости. Крупнейшая уэслианская деноминация в мире[11][12]. В конце сентября 2016 года насчитывала 2 471 553 члена в 30 574 церквях на 162 территориях[13].
- Методистская церковь, Нигерия. Состоит из около 2000 конгрегаций и объединяет 2 000 000 человек[2].
- Корейская методистская церковь (англ. Korean Methodist Church). Американские методисты прибыли в Корею в конце XIX века. Церковь образована в 1884 году, с 1930 получила независимость. Количество членов на 2016 году — 1 586 063 человека[2].
- Церковь Северной Индии (Church of North India). Образована 29 ноября 1970 года после объединения протестантских общин, действовавших на севере страны. В 1994 году из договора вышли протестанты, проживавшие в Агре и Лакхнау, создавшие собственную Объединённую церковь Северной Индии. Количество членов на 2016 год — 1 500 000 человек[2].
- Африканская епископальная методистская церковь Сиона (англ. African Methodist Episcopal Zion Church), США. Исторически афроамериканская деноминация, начавшая деятельность в начале XIX века, официально — с 1821 года, в Нью-Йорке. Количество членов на 2016 год — 1 432 795 человек[2].
- С 1869 года под эгидой церкви работает организация «Объединённые женщины в вере», которая занимается социальными проблемами женщин-методистов[14][15].

## Методизм в России
Первый приход был образован в 1889 году в С.-Петербурге, что считается датой появления в России методизма, который с 1909 года был признан официально в статусе Методистской епископальной церкви в России. В результате развернувшейся антирелигиозной кампании 30-х годов методизм был практически полностью ликвидирован на территории СССР (за исключением территории Эстонской ССР, где методизм легально существовал в 1940—1980-х годах).
Возобновление деятельности методистской церкви в России произошло в 1980—1990-х годах. С 1993 года существует Объединённая методистская церковь в России с общим числом прихожан несколько тысяч человек, которая входит во Всемирный методистский совет. Именно к Объединённой методистской церкви принадлежит Лидия Истомина, первая женщина-пастор в истории России, рукоположённая в 1991 году.